# スカイドッグ・ブルース・バンド
スカイドッグ・ブルース・バンドは、日本のブルース・バンド。

## 概要
1975年4月に結成、札幌市豊平区のブルース喫茶「神経質な鶏」で活動した。
正統派シカゴ系ブルース・バンドだったが、日本語の歌詞でブルースを歌うようになった。
友部正人『どうして旅に出なかったんだ』（1976年）、大塚まさじ『風が吹いていた』（1977年）に参加。1979年の自主映画赤い花なら地平線では音楽を担当した。

## メンバー
- 伊藤和幸(V)
- 金安 彰(G)
- 信田和雄(P)
- 水野俊介(B)
- 門脇優（B）2014年再活動から参加
- 船津康次(Dr)

## アルバム
- ファースト・アルバム[6]
- 北27西4 札幌へ来てから（1976年）[7]
- スタジオ･ライヴ 1976.3.9[8]